# Trombone Shorty
Trombone Shorty (настоящее имя Трой Э́ндрюс, англ. Troy Andrews, род. 2 января 1986) — американский тромбонист, трубач и певец из Нового Орлеана.
Младший брат трубача и бэндлидера Джеймса Эндрюса и внук джазового певца Джесси Хилла (Jessie Hill).
Лауреат Heinz Award (2016).

## Биография
Трой родился в 1986 году в Новом Орлеане, Луизиана. Играет на тромбоне с шести лет.
С детства участвовал в парадах в качестве музыканта духового оркестра.
В подростковом возрасте стал играть в оркестре Stooges Brass Band, участвовал в записях этого оркестра.
В 2005 году играл в составе брасс-секции группы Ленни Кравица во время мирового турне.
В 2007 новоорлеанский музыкальный журнал Offbeat назвал Эндрюса «артистом года». Он также был отмечен как лучший джазовый исполнитель.
С 2009 года Трой Эндрюс возглавляет созданный им коллектив Trombone Shorty & Orleans Avenue.

### The Trombone Shorty Foundation
В сотрудничестве с мэром Нового Орлеана Митчем Лендрю фонд Троя Эндрюса (The Trombone Shorty Foundation) помогает школам Нового Орлеана приобретать музыкальные инструменты. В целом деятельность фонда направлена на «сохранение и увековечивание уникальной музыкальной культуры Нового Орлеана».

### Студийные альбомы
- Say That to Say This[англ.], Verve Forecast Records, 2013 (by Trombone Shorty)
- For True[англ.], Verve Forecast Records (released Sep 13, 2011) (UK chart peak: No. 160)[4]
- Backatown[англ.], Verve Forecast Records, 2010 (by Trombone Shorty)
- Orleans & Claiborne, Treme Records, 2005 (by Troy «Trombone Shorty» Andrews & Orleans Avenue)
- Trombone Shorty Meets Lionel Ferbos (by Trombone Shorty & Lionel Ferbos)
- The End of the Beginning, Treme Records, 2005 (by The Troy Andrews Quintet)
- 12 & Shorty, Keep Swingin' Records, 2004 (by James & Troy Andrews)
- It’s About Time, 2003 (as part of the Stooges Brass Band)
- Trombone Shorty’s Swingin' Gate, Louisiana Red Hot Records, 2002 (by Troy Andrews)

### Живые выступления
- Trombone Shorty & Orleans Avenue на Salmon Arm's Roots & Blues Festival, 2009 г. Трой демонстрирует технику непрерывного дыхания.
- Live at the 2008 New Orleans Jazz & Heritage Festival[англ.], MunckMix, 2008 (by Trombone Shorty & Orleans Avenue)[5]
- Live at the 2007 New Orleans Jazz & Heritage Festival, MunckMix, 2007 (by Troy «Trombone Shorty» Andrews)
- Live at the 2006 New Orleans Jazz & Heritage Festival, MunckMix, 2006 (by Troy «Trombone Shorty» Andrews)
- Live at the 2004 New Orleans Jazz & Heritage Festival, MunckMix, 2004 (by Troy Andrews & Orleans Avenue)

## Фильмография (неполная)
- Trombone Shorty Documentary / short film (2008 FXF productions)
- Make It Funky! (various artists of New Orleans) (2005, Sony Pictures Entertainment)
- Soundmix: Five Young Musicians (2004)
- America’s Heart and Soul Documentary (2004, Walt Disney Pictures)

## Книги
- Trombone Shorty / by Troy Andrews and Bill Taylor; illustrated by Bryan Collier. New York: Harry N. Abrams, 2015. ISBN 978-1-4197-1465-8

## Комментарии
1. ↑  Это сценическое имя можно перевести как «тромбоновая коротышка» или «коротышка с тромбоном».